# Kapetan Flint
Kapetan J. Flint je izmišljeni lik iz romana Otok s blagom, škotskog književnika R. L. Stevensona. Iako je na početku romana Flint već godinama mrtav, ipak je jako važan jer je začetnik svih događaja koji prethode radnji romana.

## Otok s blagom
Prema tvrdnjama glavnih likova romana, Flint je bio najzloglasniji pirat na svim svjetskim morima tijekom 18. stoljeća, zapovijedajući brodom po imenu Morž. Bio je toliko zastrašujuć da su mnogi smatrali kako je "Crnobradi prema njemu bio kao dijete". Njegovo puno ime nije otkriveno, iako se na Flintovoj karti do blaga pojavljuju inicijali J.F.
Tijekom svoje pljačkaške karijere, Flint je prikupio blago vrijedno 700,000 funti, te ga 1750. zakopao na nenastanjenom otoku u Karipskom moru. Pri tome je sve mornare koji su mu pomogli pri zakapanju pobio, a ispruženi leš jednoga od njih, Allardycea, ostavio kao putokaz na otoku u pravcu ledine na kojoj je blago zakopano.
Četiri godine poslije, Flint je umro u luci Savannah, te na samrtnoj postelji kartu s ucrtanim položajem blaga predao prvom časniku Billyju Bonesu. To je od Bonesa učinilo metu za sve njegove bivše brodske kolege, predvođene Johnom Silverom, bivšim vođom palube na Moržu. Silver je kasnije svoju brodsku papigu nazvao Kapetan Flint, u čast svom mrtvom kapetanu. 

## Ostala pojavljivanja

### Romani i stripovi
- Flinta se spominje u romanu Petar Pan Jamesa Matthewa Barriea. Kako bi pokušao uplašiti Izgubljene dječake, piratski kapetan James Kuka tvrdi kako je on jedina osoba koje se "Ražanj bojao", a i "sam Flint se bojao Ražnja".
- U futurističkom talijanskom stripu Nathan Never pojavljuje se svemirski pirat Jonathan Rockhal koji je uvelike utemeljen na Flintu.

### Filmovi i tv serije
- U animiranom filmu Planet s blagom iz 2002. pojavljuje se svemirski pirat Nathaniel Flint koji svoj plijen sakriva usred golemog mehanizma zvanog Planet s blagom.
- U filmu  Pirati i otok s blagom iz 2006. Flinta glumi Chriss Anglin.
- U dvodijelnoj mini seriji Otok s blagom iz 2012. Flinta glumi Donald Sutherland. U seriji je prikazan kao odgovoran za Silverov gubitak noge kada topom zapuca na njega i ostale članove posade kako bi ih natjerao na napuštanje broda i zadržao cijelo blago za sebe.
- U televizijskoj seriji Crna jedra iz 2014. Flinta glumi Toby Stephens. Serija prethodi radnji romana, te je smještena u 1715. godinu. Flint je jedan od glavnih likova te prikazan kao jedan od vođa piratske zajednice na otoku New Providence na Bahamima. U jednoj od epizoda otkriva se da mu je puno ime James Flint te da je prvotno bio časnik Britanske mornarice. Kao kapetan broda Morž, Flint u prvoj sezoni vodi dugi lov na španjolski galijun Urca de Lima koji prevozi basnoslovno blago u Španjolsku. U drugoj sezoni Flint i Silver se vraćaju na New Providence u ratnom brodu otetom Španjolcima, nastojeći obnoviti posadu kako bi se vratili lovu na Urcino blago. Flint i kapetan Hornigold pokušavaju iz gradske utvrde istjerati Charlesa Vanea, ali kada Flint sazna da je blago odneseno, odluči prihvatiti amnestiju. Otplovi u Charleston gdje otkrije da je tamošnji guverner Peter Ashe godinama ranije skrivio propast njegove homoseksualne veze s Thomasom Hamiltonom. Asheovi ljudi zarobljavaju Flinta ali ga spašava Vane. U trećoj sezoni Flint, Vane i Jack Rackham zajednički vladaju Nassauom ali to ugrožava dolazak britanske flote koju vodi Woodes Rogers. Rogers zavlada otokom ali nakon Vaneove smrti, Flint, Rackham, i Crnobradi u savezu s marunima poražavaju Rogersovu flotu.